# Ask Hasselbalch
Ask Hasselbalch (* 28. Februar 1979 in Kopenhagen) ist ein dänischer Filmregisseur.

## Leben
Ask Hasselbalch wurde 1979 als Sohn einer Psychologin und dem Leiter einer Filmschule in Kopenhagen geboren. Er studierte Film an der Königlich Dänischen Kunstakademie sowie Regie an der Filmschule Super16 in Kopenhagen. Seinen Masterabschluss erhielt er 2010. 2013 wurde er ausgewählt als einer von 16 skandinavischen Nachwuchsfilmemachern am Programm des Nordic Film Lab teilzunehmen.
Sein Debütspielfilm Antboy – Der Biss der Ameise erschien 2013. Mit diesem gewann er den Publikumspreis des Kristiansand Internasjonale Barnefilmfestival. Er führte außerdem Regie bei den beiden Fortsetzungen Antboy – Die Rache der Red Fury (2014) und Antboy – Superhelden hoch 3 (2016). 2016 erhielt er das Erik-Balling-Reisestipendium.
2019 folgte Die Hüterin der Wahrheit 2: Dina und die schwarze Magie, die Fortsetzung des 2015 erschienenen Fantasyfilms Die Hüterin der Wahrheit – Dinas Bestimmung, die auf einer Buchreihe von Lene Kaaberbøl beruht.

## Privatleben
Seine Schwester ist die Popsängerin und Schauspielerin Sanne Gottlieb Tyron.

## Filmografie
- 2002: Soul Ripper (Kurzfilm)
- 2002: Ghostwash (Kurzfilm)
- 2005: Sort oktober (Kurzfilm)
- 2008: Alliancen (Kurzfilm)
- 2008: En sikker vinder (Kurzfilm)
- 2009: Huset overfor (Kurzfilm)
- 2010: Vilddyr (Kurzfilm)
- 2013: Antboy – Der Biss der Ameise (Antboy)
- 2014: Antboy – Die Rache der Red Fury (Antboy: Den Røde Furies hævn)
- 2016: Antboy – Superhelden hoch 3 (Antboy 3)
- 2019: Die Hüterin der Wahrheit 2: Dina und die schwarze Magie (	Skammerens datter II: Slangens gave)